# Mormonia paranympha
Mormonia paranympha là một loài bướm đêm trong họ Noctuidae.